# Melochia interrupta
Melochia interrupta là một loài thực vật có hoa trong họ Cẩm quỳ. Loài này được (Schltdl.) Schltdl. mô tả khoa học đầu tiên.